# Acaparamiento

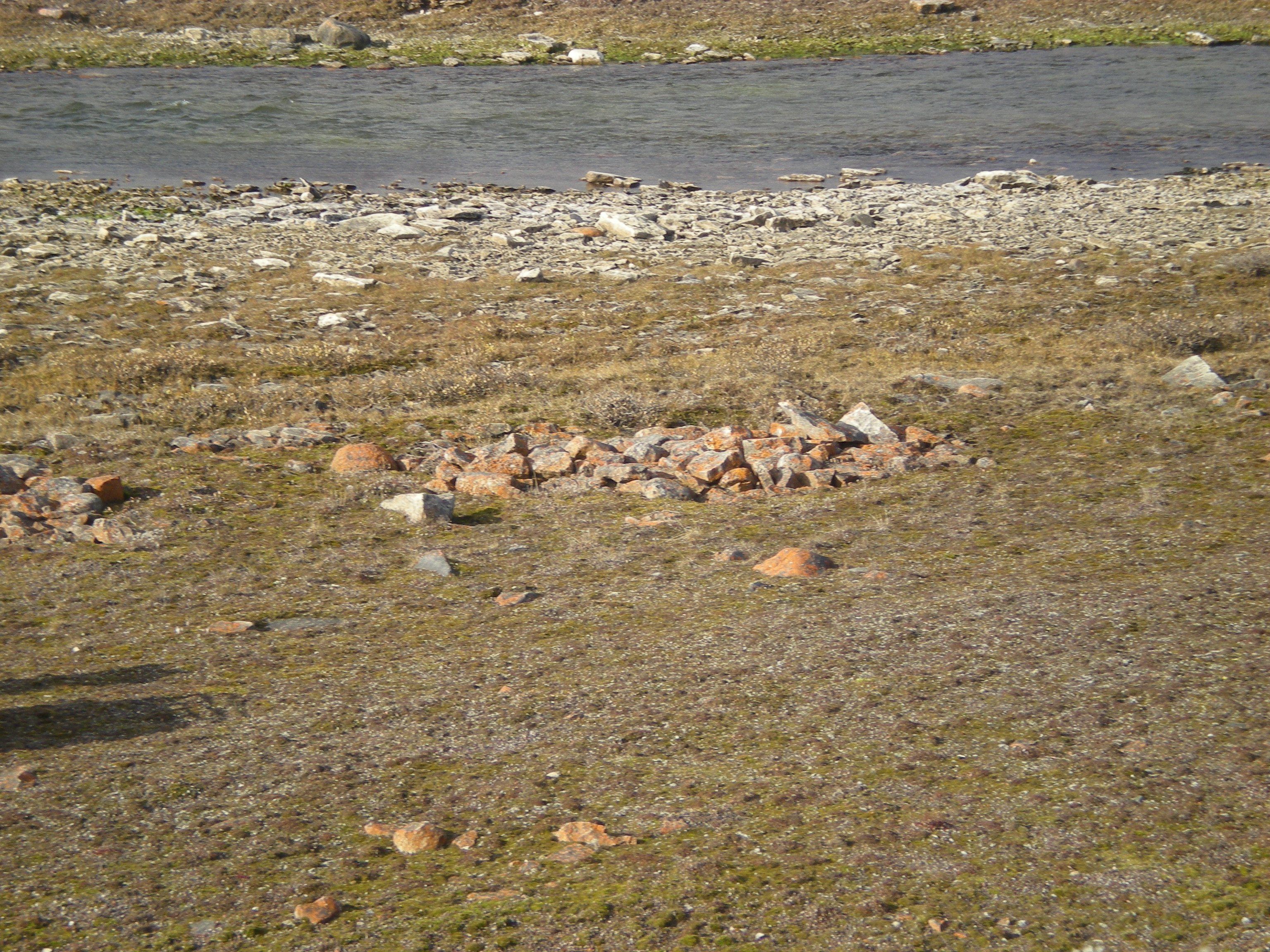
Acaparamiento de comida de un pueblo thule cerca de Cambridge Bay, Nunavut, Canadá.

El  acaparamiento es un comportamiento donde las personas o los animales acumulan alimentos u otros elementos. En algunos países hispanohablantes, se aplica sobre todo a las personas que almacenan mercancía con el fin de especular con los precios y obtener ganancias.

## Comportamiento animal
El acaparamiento es común en varias especies de aves así como en roedores, siendo alimentos lo que principalmente almacenan. De todos modos, algunos pájaros también recolectan tacañamente otros elementos, especialmente si son mascotas. Las urracas se caracterizan por acumular los excedentes de alimento que encuentran.

## Acaparamiento humano

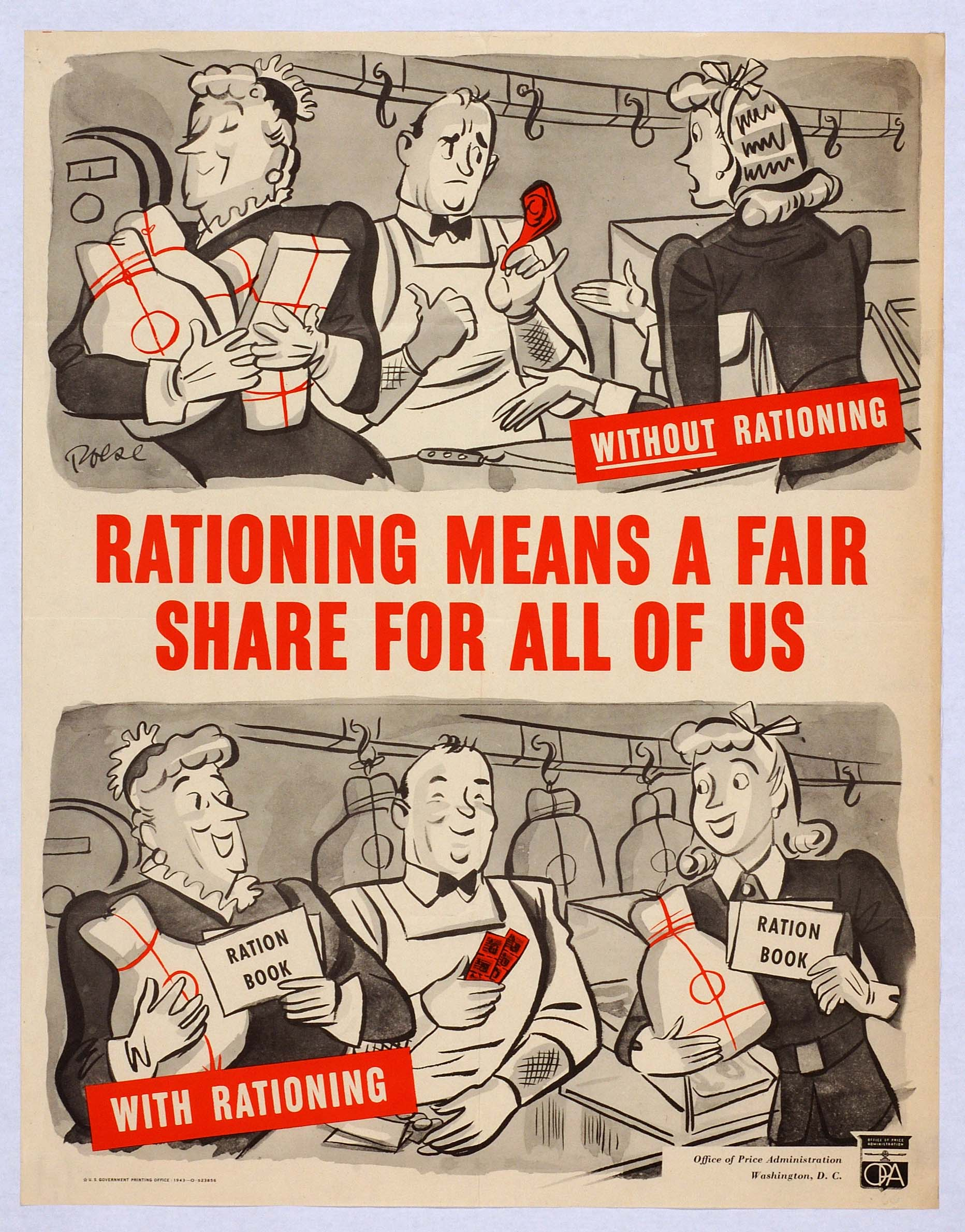
Un afiche antiacaparamiento y prorracionamiento en los Estados Unidos de la Segunda Guerra Mundial.

La amenaza o desorden civil ante un desastre natural pueden llevar a que algunas personas acaparen abarrotes, agua, gasolina y otros elementos esenciales cuyo suministro, correcta u erróneamente, creen que pronto se reducirá. Los supervivencialistas, también conocidos como preparacionistas, a menudo ponen en reserva grandes suministros de estos elementos en anticipación de un acontecimiento de desastre de mayor escala.

### Ansiedad y acaparamiento

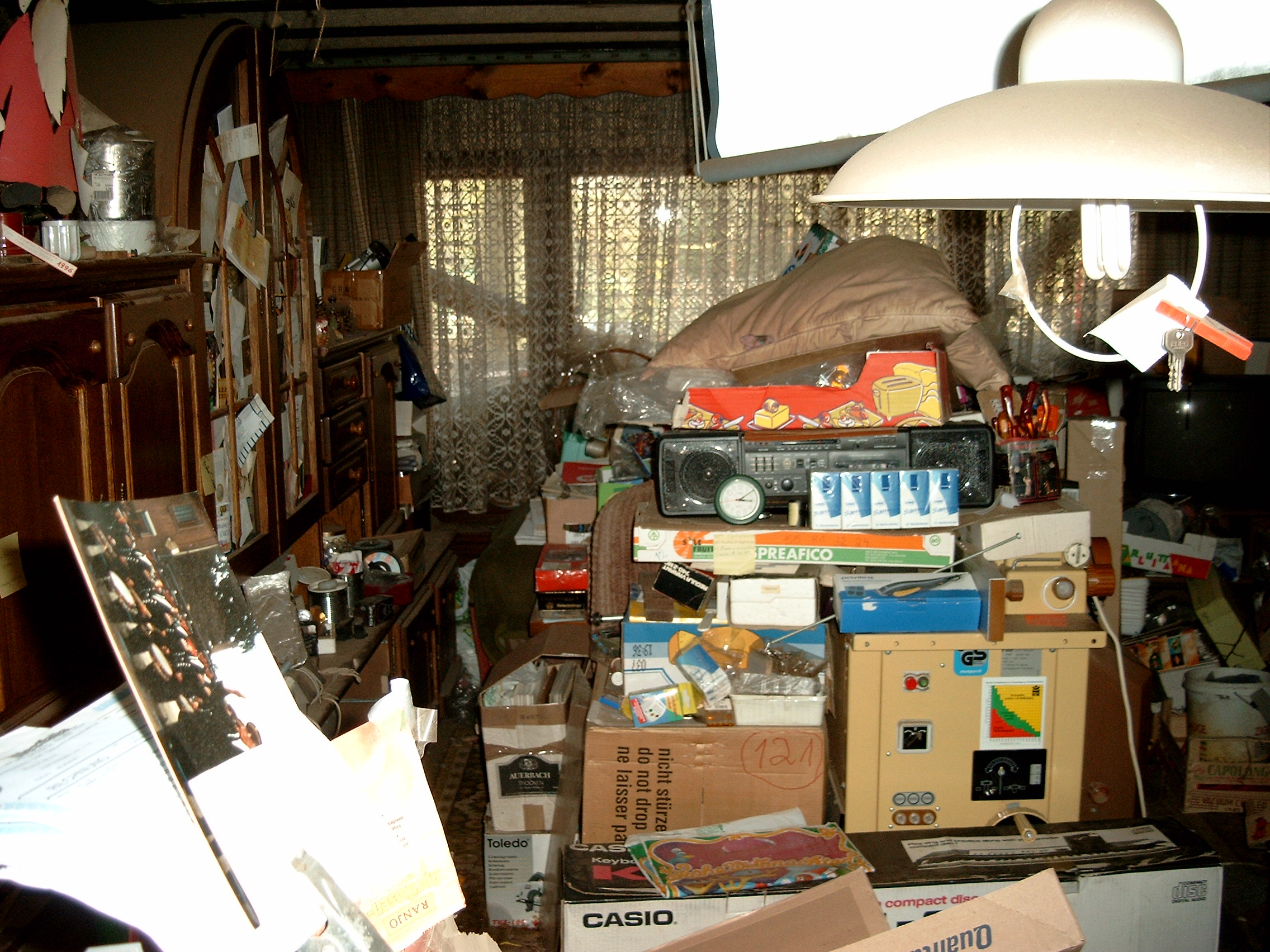
Apartamento de una persona con trastorno de acumulación compulsiva

Las personas que cumplen con los criterios de diagnóstico para el trastorno de acaparamiento o trastorno de acumulación compulsiva experimentan sentimientos de ansiedad o incomodidad por descartar posesiones que no necesitan. Esta incomodidad surge de un apego emocional a las posesiones y una fuerte creencia de que sus posesiones serán necesarias en el futuro. Las posesiones tomarán un valor sentimental que supera su valor funcional. Esto no difiere de alguien sin desorden de atesoramiento; la diferencia radica en la fuerza de este valor sentimental y en cuántos elementos adquieren un valor sentimental. Descartar puede sentirse como que están tirando una parte de sí mismos.
En varios casos, las casas pueden generar un peligro de incendio (debido a salidas bloqueadas y papeles apilados) o peligro sanitario (debido a la infestación de insectos, excretas y detritos de mascotas excesivas, comida y basura acumuladas o el riesgo de que se acumulen pilas de artículos sobre los ocupantes y que bloqueen las vías de salida). El acaparamiento afecta no solo a la persona que tiene este fuerte apego hacia las posesiones, ya que otras personas que viven en el hogar y los vecinos pueden verse afectados por el desorden. Las personas con trastorno de acaparamiento tienen una calidad de vida tan pobre como las diagnosticadas con esquizofrenia. El desorden aumenta la tensión familiar, la incapacidad laboral y el riesgo de padecimientos graves.
Según la quinta edición del Manual diagnóstico y estadístico de los trastornos mentales, los síntomas para el trastorno de acaparamiento incluyen:
A. Dificultad persistente para descartar o separarse de las posesiones, independiente de su valor real.
B. Esta dificultad se debe a la necesidad percibida de guardar los elementos y a la angustia asociada con desecharlos.
C. La dificultad para descartar posesiones resulta en la acumulación de elementos que congestionan y desordenan las áreas de vida activas y comprometen sustancialmente su uso previsto. Si las áreas habitables están despejadas, es solo debido a las intervenciones de terceros (por ejemplo, miembros de la familia, limpiadores, autoridades).
D. El acaparamiento causa angustia o un deterioro clínicamente significativo en las áreas sociales, ocupacionales u otras áreas importantes de funcionamiento (incluido el mantener un entorno seguro para uno mismo y para los demás).
E. El acaparamiento no es atribuible a otra condición médica (como daño cerebral, enfermedad cerebrovascular, síndrome de Prader-Willi, etc.).
F. El acaparamiento no se explica mejor por los síntomas de otros trastornos mentales (por ejemplo, obsesiones en el trastorno obsesivo-compulsivo, disminución de la energía en el trastorno depresivo mayor, delirios en la esquizofrenia u otro trastorno psicótico, déficits cognitivos en el trastorno neurocognitivo mayor, restricción de intereses en el trastorno del espectro autista).

### Tratamiento
No hay ninguna medicación actualmente aprobada por la Administración de Alimentos y Medicamentos para tratar los síntomas de acaparamiento. Algunos fármacos, como los inhibidores selectivos de la recaptación de la serotonina (SSRIs) y los inhibidores de la recaptación de serotonina y noradrenalina(SNRIs), pueden ser utilizados para personas diagnosticadas con este desorden.
El tratamiento primario para el trastorno de acaparamiento es psicoterapia individual. En particular, las terapias cognitivo-conductuales son consideradas como el estándar para tratar el trastorno.

## En la cultura popular

### En el cine
Varias películas abordan, directa o indirectamente, el tema del acaparamiento y la especulación, tanto desde el punto de vista económico como desde el de la psicopatología, por ejemplo:
- El hambre nuestra de cada día (mexicana, producida en 1959/presentada en festivales en 1960, dirigida por Rogelio Antonio González Villarreal) presenta, en tono de comedia y drama, el caso de un hombre que se dedica a especular con el precio del frijol, guardando el producto hasta que escasea y vendiéndolo a precios mucho mayores.
- El rincón de las vírgenes (1972, dirigida por Alberto Isaac, con guion de Gabriel García Márquez): algunos personajes acaparan tierras o explotan la fe de otros como recurso económico; especulación simbólica.
- Los albañiles (1976, dirigida por Jorge Fons): trata temas de corrupción y especulación en la construcción; se retrata cómo los que tienen recursos se benefician del trabajo ajeno y acumulan riqueza en silencio.
- Rojo amanecer (1989, dirigida por Jorge Fons): aunque la historia gira en torno a la represión del 68, hay escenas donde se evidencian tensiones de clase y acumulación material.
- There Will Be Blood (2007, Estados Unidos, dirigida por Paul Thomas Anderson): un magnate petrolero cuya acumulación de tierras y recursos (un acumulador sistemático de poder y riqueza) refleja la codicia capitalista.
- El infierno (2010, dirigida por Luis Estrada Rodríguez): narcotraficantes que acumulan poder, armas, dinero y propiedades; no especulan en el mercado, pero sí en el caos político y económico.
- La dictadura perfecta (2014, dirigida por Luis Estrada): crítica a los medios, el poder político y económico; hay acumuladores de poder, influencia y recursos; la especulación es mediática.
- The Big Short (2015, Estados Unidos, dirigida por Adam McKay): basada en hechos reales, muestra a inversionistas que especulan con la crisis inmobiliaria de 2008; una crítica frontal al sistema financiero y a la acumulación sin ética.
- Wall Street (1987, Estados Unidos, dirigida por Oliver Stone): Gordon Gekko, un acumulador de activos, no de objetos, personifica la acumulación especulativa bajo el lema “Greed is good”.
- Soylent Green (1973, Estados Unidos): en un mundo distópico con escasez de recursos, las élites acaparan alimentos y lujos.
- Parasite (2019, Corea del Sur, dirigida por Bong Joon-ho): no hay acumulación de bienes para especular, pero la diferencia entre quienes pueden acumular espacio y quienes viven en la miseria se vuelve central.
- La fièvre de Petrov (2021, Rusia, dirigida por Kirill Serebrennikov): surrealista, muestra el desmoronamiento del individuo en un sistema corrupto, donde el acaparamiento (económico o de poder) es parte del caos postsoviético.